# Björnö, Kalmar kommun
Björnö säteri är en herrgård i Åby socken i Kalmar kommun.

## Historia
Gården omtalas första gången 1346, då frälsemannen Bengt Myrk daterar ett brev på Björnö i närvaro av Ulf Ambjörnsson (Sparre). 1370 pantsatte Johan och Ficke Ummereise 'hof to Byørøø' med alla underlydande gårdar till Henneke Butzov. De måste dock ha återlöst gården, för 1406 och 1413 ägs gården av Johans son riksrådet Erik Ummereise. Av allt att döma dog Erik Ummereises son Johan utan släktingar, för 1458 ärvdes godskomplexet av Birgitta Gustavsdotter (Sture) efter hennes bror, Algot Gustavsson (Sture), båda kusiner till Johan Ummereise.
Till Björnö hörde då 66 gårdar samt fyra kvarnar och dessutom ett tiotal gårdar på Öland. Birgittas gårdar ärvdes av hennes dotter i äktenskapet med David Bengtsson (Oxenstierna) Kristina Davidsdotter, som var gift med Bengt Arentsson (Ulv), och därefter i sin tur dessas dotter Märta Bengtsdotter, gift med Åke Jöransson (Tott). Genom deras dotter Bengta Åkesdotter kom godset i Bengt Nilsson (Färla)s ägo.
På 1600- och 1700-talen tillhörde herrgården släkterna Oxenstierna och Ulfvenklou, därefter Berg von Linde och Posse, efter 1834. Mellan 1904 och 1924 var Björnö remontdepå. 1885 köpte Björnö av Johan Magnus Bruun, som 1905 ombildade ägandet till familjeaktiebolaget Björnö egendom AB. Området kring Björnö är numera naturreservat.